# 薩普 (導盲犬)
薩普（日语：サーブ，1977年4月8日－1988年6月13日）是日本的一隻導盲犬，牠為保護主人而被汽車撞傷，只剩下三條腿。

## 生平經歷
薩普是一隻雌性的德國牧羊犬，1977年出生於名古屋市的中部導盲犬協會。經過訓練之後，薩普成為視障按摩師龜山道夫的導盲犬。
1982年1月25日晚間，薩普領著龜山道夫途經岐阜縣的國道156號時，一輛汽車失控衝向龜山道夫，薩普擋在主人面前承受汽車的撞擊，讓主人龜山道夫僅受輕傷，自己的左前腿則受了重傷，必須截肢。但僅剩三條腿的牠此後仍繼續擔任龜山道夫的導盲犬。該次事故促使日本政府修法，將導盲犬視為「視障者身體的一部分」。
1988年6月13日，高齡11歲的薩普逝世，遺體葬於名古屋市南區長樂寺的動物陵園。

## 榮譽
1985年，薩普成為美國德克薩斯州榮譽州犬。

## 紀念
1986年，薩普的銅像於名古屋車站前揭幕，後來因故移至久屋大通公園。此外在名古屋市的導盲犬綜合訓練中心和岐阜縣郡上市的健康福祉中心也都立有薩普的雕像。
1988年12月，改編自薩普事蹟的電視動畫在NHK播出。

## 延伸閱讀
- 『がんばれ!盲導犬サーブ：足をうしなっても主人を助けた盲導犬』（1983年）
- 『天国へいったサーブ：続・盲導犬サーブ物語』（1988年）